# Jan and Dean
A Jan and Dean egy amerikai surf rock-duó volt, amelyet 1958-ban alapítottak meg. Tagjai William Jan Berry (1941. április 3. – 2004. március 26.) és Dean Torrence (1940. március 10. –) voltak. „Surf City” c. daluk első lett 1963-ban a Billboard Hot 100 slágerlistán.

## Diszkográfia

### Nagylemezek

#### Stúdióalbumok
- 1960 - The Jan & Dean Sound
- 1963 - Jan & Dean Take Linda Surfin'
- 1963 - Surf City (and Other Swingin' Cities)
- 1963 - Drag City
- 1963 - Jan & Dean with The Soul Surfers
- 1964 - Ride the Wild Surf
- 1964 - The Little Old Lady from Pasadena
- 1964 - Dead Man's Curve/The New Girl in School
- 1964 - The Heart & Soul of Jan & Dean and Friends
- 1965 - Command Performance
- 1965 - Folk 'n Roll
- 1966 - Popsicle
- 1966 - Save For a Rainy Day
- 1966 - Jan and Dean Meet Batman
- 1966 - Filet of Soul

#### Válogatásalbumok
- 1962 - Jan & Dean's Golden Hits
- 1965 - Jan & Dean Golden Hits Volume 2
- 1966 - Golden Hits Volume Three
- 1967 - Jan & Dean
- 1970 - The Very Best of Jan & Dean
- 1977 - The Jan & Dean Story
- 1985 - Silver Summer

### Kislemezek
- 1959 - Baby Talk/Jeanette, Get Your Hair Done
- 1959 - There's a Girl/My Heart Sings
- 1959 - Clementine/You're on My Mind
- 1960 - White Tennis Sneakers/Cindy
- 1960 - We Go Together/Rosie Lane
- 1960 - Gee/Such a Good Night for Dreaming
- 1961 - Baggy Pants (Read All About It)/Judy's an Ange
- 1961 - Heart and Soul/Those Words
- 1961 - Heart and Soul/Midsummer Night's Dream
- 1961 - Julie/Don't Fly Away
- 1961 - Wanted, One Girl/Something a Little Bit Different
- 1961 - A Sunday Kind of Love/Poor Little Puppet
- 1962 - Tennessee/Your Heart Has Changed Its Mind
- 1962 - Who Put the Bomp/My Favorite Dream
- 1962 - Frosty (The Snow Man)/She's Still Talking Baby Talk
- 1963 - Surf City/Honolulu Lulu
- 1963 - Linda/When I Learn How to Cry
- 1963 - Surf City/She's My Summer Girl
- 1963 - Honolulu Lulu/Someday (You'll Go Walking By)
- 1963 - Drag City/Schlock Rod (Part 1)
- 1964 - Dead Man's Curve/The New Girl in School
- 1964 - The Little Old Lady (From Pasadena)/My Mighty G. T. O.
- 1964 - Ride the Wild Surf/The Anaheim, Azusa and Cucamonga Sewing Circle, Book Review and Timing Association
- 1964 - Sidewalk Surfin'/When It's Over